# Río Gonachjir
El río Gonachjir (en ruso: Гоначхир) es un río del Gran Cáucaso en el distrito de Karacháyevsk de la república de Karacháyevo-Cherkesia del sur de Rusia, en la reserva natural de Teberdá. Es afluente (un componente en realidad) por la derecha del río Teberdá.

## Curso
Nace de la confluencia de los ríos Klujor y Buulguén y discurre a lo largo de 9.4 km en dirección noroeste hasta encontrar la confluencia con el Amanauz para crear el río Teberdá. En su curso inferior forma una garganta de interés turístico.
En las alturas del sur de su valle se hallan los lagos Tamlik-Kiol y Kiok-Kiol.
Lo cruza la carretera militar de Sujumi.

## Historia[3]
En la garganta del río Gonachjir  se encontró un alfiler de bronce con el extremo superior curvado de la cultura de Koban. En 1909 G. N. Prozritelev descubrió ataúdes de madera debajo de un saliente rocoso, en los que se veían trozos de corteza de abedul. No contenían huesos. Prozritelev sugirió que los cadáveres fueron incinerados en ese lugar. Su suposición fue confirmada en 1910, cuando en el mismo lugar se encontró un pequeño ataúd, envuelto en corteza de abedul, con cenizas y espinas quemadas.
En 1927, en un claro cerca de la confluencia con el río Amanauz A. N. Diáchkov-Tarasov descubrió un entierro en una cueva en una caja hecha de corteza de abedul que contenía cenizas. Allí se descubrieron tres pulseras, una hoja de cuchillo, un anillo de hierro, dos campanas de hierro, un fíbula de hierro muy grande y un fragmento de cerámica. Los broches de hierro se remontan, por regla general, a los siglos VIII-IX. Broches similares se encontraron, por ejemplo, en el tercer grupo de entierros del cementerio Borísovskoye cerca de Gelendzhik (siglos VIII-IX). En la garganta del río hay entierros bajo losas de piedra, donde el hielo no se derrite ni siquiera en verano, señalados por P. A. Utiákov. También hay vestigios de asentamientos medievales.

### Gonachjir 1
Una de las antiguas rutas de comunicación entre el Cáucaso Norte y la costa del mar Negro (la ciudad de Dioscuríade) pasaba por el valle del Gonachjir para alcanzar el paso de Klujor. En 1890-1900, se construyó aquí la carretera militar de Sujumi y esto tuvo una gran influencia en el hallazgo y preservación de los monumentos antiguos, pues muchos fueron destruidos por los constructores. En el lugar donde la carretera entra en la zona rocosa se hallaron restos de la casa y el pequeño huerto del peón caminero que se ocupaba de este sector hasta 1914. En la ladera de la montaña, frente al límite de la reserva, hay una enorme acumulación de piedras fruto de las obras. Utiákov halló enterramientos en ataúdes de corteza de abedul en cuevas cerca del hielo, en cuyas inmediaciones se hallaron restos de salientes construidos en piedra sobre el acantilado.

### Gonachjir 2
Por debajo de Gonachjir 1, cerca de la carretera se encuentran los restos de edificios de piedra, pero es difícil decir si se trata de restos de edificios antiguos reutilizados por los constructores o modernos construidos por ellos, según Utiákov lo primero es más probable.

### Gonachjir 3
En la orilla izquierda del Gonachjir, bajo la carretera, entre los depósitos de piedra, hay mamposterías de naturaleza antigua, pero el lugar aparentemente fue bloqueado por un derrumbe de piedra. Por encima de la carretera (altitud 1610 m) no se encuentran rastros de asentamientos permanentes. Sólo en un claro, a 3 km valle abajo, se encuentran pequeños montones de piedras apiladas, ya cubiertas de césped. Todo el valle está bloqueado por avalanchas de nieve. El arqueólogo de Stávropol Prozritelev menciona túmulos, pero Utiákov no pudo identificarlos.